# Kuwait-Cartucho.es
La Kuwait-Cartucho.es (codice UCI: KWC) era  una squadra maschile kuwaitiana di ciclismo su strada. Attiva nel professionismo nella sola stagione 2017, durante l'anno ebbe licenza Continental, terza categoria del ciclismo mondiale, annoverando in rosa tra gli altri Davide Rebellin, Stefan Schumacher, Björn Thurau e Songezo Jim.

## Cronistoria

### Annuario
| Anno | Codice | Nome               | Cat. | Biciclette | Dirigenza |
| ---- | ------ | ------------------ | ---- | ---------- | --- |
| 2017 | KWC    | Kuwait-Cartucho.es | CT   | Orbea      | Manager: Almutairi Othman Dir. sportivi: Jesús Rodríguez Magro, Ángel Hurtado, Pascal Kohlvelter, Tomás Pérez de la Ossa, Enrique Terrés |

### Classifiche UCI
Aggiornato al 31 dicembre 2017.
| Anno | Class.    | Pos. | Migliore cl. individuale |
| ---- | --------- | ---- | ------------------------ |
| 2017 | Africa T. | 10º  | Salaheddine Mraouni (9º) |
| 2017 | Asia T.   | 15º  | Davide Rebellin (54º)    |
| 2017 | Europe T. | 117º | Davide Rebellin (1014º)  |

## Palmarès
Aggiornato al 31 dicembre 2017.

### Grandi Giri
- Giro d'Italia

Partecipazioni: 0
- Tour de France

Partecipazioni: 0
- Vuelta a España

Partecipazioni: 0

## Organico 2017
Aggiornato al 1º agosto 2017.

### Staff tecnico
|  | Naz.                   |    | Sportivo               |  |  |  |
|  | ---------------------- | -- | ---------------------- |  |  |  |
|  | Kuwait (bandiera)      | GM | Almutairi Othman       |  |  |  |
|  | Spagna (bandiera)      | DS | Jesús Rodríguez Magro  |  |  |  |
|  | Venezuela (bandiera)   | DS | Ángel Hurtado          |  |  |  |
|  | Lussemburgo (bandiera) | DS | Pascal Kohlvelter      |  |  |  |
|  | Spagna (bandiera)      | DS | Tomás Pérez de la Ossa |  |  |  |
|  | Spagna (bandiera)      | DS | Enrique Terrés         |  |  |  |

### Rosa
|  | Naz.                 |  | Sportivo              | Anno |  |  |
|  | -------------------- |  | --------------------- | ---- |  |  |
|  | Kuwait (bandiera)    |  | Abdulhadi Alajmi      | 1995 |  |  |
|  | Kuwait (bandiera)    |  | Mohammad Alhattab     | 1995 |  |  |
|  | Kuwait (bandiera)    |  | Khaled Alkhalifah     | 1995 |  |  |
|  | Kuwait (bandiera)    |  | Salman Hasan Alsaffar | 1989 |  |  |
|  | Eritrea (bandiera)   |  | Awet Andemeskel       | 1992 |  |  |
|  | Australia (bandiera) |  | Matt Boys             | 1989 |  |  |
|  | Argentina (bandiera) |  | Axel Costa            | 1994 |  |  |
|  | Spagna (bandiera)    |  | Antonio Gómez         | 1995 |  |  |
|  | Spagna (bandiera)    |  | Fernando Grijalba     | 1991 |  |  |
|  | Spagna (bandiera)    |  | José Manuel Gutiérrez | 1988 |  |  |
|  | Sudafrica (bandiera) |  | Songezo Jim           | 1990 |  |  |
|  | Germania (bandiera)  |  | Andreas Keuser        | 1974 |  |  |
|  | Kuwait (bandiera)    |  | Ali Moslim            | 1994 |  |  |
|  | Marocco (bandiera)   |  | Salaheddine Mraouni   | 1992 |  |  |
|  | Italia (bandiera)    |  | Davide Rebellin       | 1971 |  |  |
|  | Germania (bandiera)  |  | Stefan Schumacher     | 1981 |  |  |
|  | Germania (bandiera)  |  | Björn Thurau          | 1988 |  |  |
|  | Venezuela (bandiera) |  | Edwin Torres          | 1997 |  |  |